# لیگ برتر فوتبال آلمان شرقی ۵۴–۱۹۵۳
لیگ برتر فوتبال آلمان شرقی ۵۴-۱۹۵۳ پنجمین دوره لیگ برتر فوتبال آلمان شرقی بود.
در این دوره باشگاه فوتبال قوت-وایس ارفوت با ۳۹ امتیاز قهرمان شد.

## جدول مسابقات
| رتبه | تیم                            | بازی | برد | مساوی | باخت | زده | خورده | تفاضل | امتیاز |
| ۱    | باشگاه فوتبال قوت-وایس ارفوت   | ۲۸   | ۱۷  | ۵     | ۶    | ۵۸  | ۳۶    | ۱٬۶۱  | ۳۹     |
| ۲    | باشگاه فوتبال زاکسن لایپزیگ    | ۲۸   | ۱۵  | ۵     | ۸    | ۵۱  | ۳۷    | ۱٬۳۸  | ۳۵     |
| ۳    | باشگاه فوتبال دینامو درسدن     | ۲۸   | ۱۵  | ۴     | ۹    | ۵۴  | ۴۴    | ۱٬۲۳  | ۳۴     |
| ۴    | باشگاه فوتبال ارتسگبیرگ آئو    | ۲۸   | ۱۵  | ۳     | ۱۰   | ۵۹  | ۴۲    | ۱٬۴۱  | ۳۳     |
| ۵    | باشگاه فوتبال فورتونا بابلسبرگ | ۲۸   | ۱۲  | ۸     | ۸    | ۵۸  | ۴۳    | ۱٬۳۵  | ۳۲     |
| 6    | BSG Aktivist Brieske-Ost       | ۲۸   | ۱۱  | ۸     | ۹    | ۴۸  | ۴۳    | ۱٬۱۲  | ۳۰     |
| ۷    | باشگاه فوتبال درسدنر           | ۲۸   | ۹   | ۱۰    | ۹    | ۴۶  | ۳۹    | ۱٬۱۸  | ۲۸     |
| ۸    | باشگاه فوتبال هالشر            | ۲۸   | ۱۱  | ۶     | ۱۱   | ۳۰  | ۳۰    | ۱٬۰۰  | ۲۸     |
| ۹    | باشگاه فوتبال هانزا روستوک     | ۲۸   | ۸   | ۱۱    | ۹    | ۴۰  | ۳۸    | ۱٬۰۵  | ۲۷     |
| 10   | Fortschritt Meerane            | ۲۸   | ۸   | ۹     | ۱۱   | ۴۶  | ۴۶    | ۱٬۰۰  | ۲۵     |
| ۱۱   | باشگاه فوتبال تسویکاو          | ۲۸   | ۱۰  | ۵     | ۱۳   | ۳۹  | ۵۶    | ۰٬۷۰  | ۲۵     |
| 12   | Einheit Ost Leipzig            | ۲۸   | ۹   | ۵     | ۱۴   | ۴۳  | ۵۷    | ۰٬۷۵۴ | ۲۳     |
| ۱۳   | باشگاه فوتبال لوک اشتندل       | ۲۸   | ۶   | ۱۱    | ۱۱   | ۳۸  | ۵۱    | ۰٬۷۴۵ | ۲۳     |
| 14   | Motor Dessau                   | ۲۸   | ۷   | ۹     | ۱۲   | ۳۸  | ۵۵    | ۰٬۶۹  | ۲۳     |
| 15   | BSG Stahl Thale                | ۲۸   | ۴   | ۷     | ۱۷   | ۲۸  | ۵۹    | ۰٬۴۸  | ۱۵     |